# Belduchi Gawaszeliszwili
Belduchi Gawaszeliszwili (gruz. ბელდუხი გავაშელიშვილი; ur. 16 grudnia 1982) – gruziński zapaśnik walczący w stylu wolnym. Zajął ósme miejsce na mistrzostwach Europy w 2011. Piąty w Pucharze Świata w 2009 roku.